# Oksana Chusovitina
Oksana Chusovitina (n. 19 iunie 1975, Buxoro, Uzbekistan) este o gimnastă artistică ce a reprezentat Uniunea Republicilor Sovietice Socialiste, medaliată olimpică. A participat la 8 ediții ale Jocurilor Olimpice (1992, 1996, 2000, 2004, 2008, 2012, 2016, 2020) în care a câștigat o medalie de aur și o medalie de argint.